# Bundeswehr
Bundeswehr este un termen care definește armata, sau forțele militare de luptă ale Germaniei ca și personalul civil administrativ. Conducerea supremă a Bundeswehrului pe timp de pace este asigurată de Ministerul Federal al Apărării care decide și ia măsurile care se impun. În cazuri supreme de apărare națională conducerea este preluată de cancelarul german (Art. 115b din Constituția Germaniei). Conducătorul militar suprem este generalul inspector al armatei sau amiralul. Răspunderea pentru cheltuielile financiare și materiale o poartă inspectorii de armată. Bundeswehrul este format din punct de vedere structural din Forțele Terestre (Heer), Forțele Aeriene (Luftwaffe), Marina Militară (Marine) și Serviciul Sanitar (Sanitätsdienst).  
Distincția cea mai înaltă acordată în bundeswehr este Crucea de Fier.

## Istoric
Bundeswehrul a fost fondat în urma Memorandumului de la Himmerod, cu acordul aliaților occidentali, în anul 1955. În 1956 a fost introdus serviciul militar obligatoriu.
Începând cu 1 iulie 2011 serviciul militar obligatoriu a fost suspendat (fără să se modifice constituția) și înlocuit cu un serviciu voluntar. Înainte de această dată refuzul unui tânăr de a se înrola era în anumite cazuri acceptat, de ex. pe bază de convingeri pacifiste, în care caz serviciul militar era înlocuit cu o perioadă de serviciu pe domenii sociale (fără armă). Și acest domeniu a fost înlocuit de un serviciu social voluntar. Există temeri că pe bază de voluntariat nu se vor întruni suficiente persoane pentru a acoperi nevoile și a atinge scopurile bundeswehrului.
200 de parașutiști germani din Bundeswehr au fost trimiși pentru a sprijini trupele din Ucraina în 2014. Dintre aceștia 150 monitorizează cu drone încetarea focului în estul Ucrainei.

## Personalul
Personalul militar al Bundeswehr a totalizat 181.672 de bărbați și femei.
Aceștia constau din:
- 114.243 soldați temporari;
- 57.365 soldați profesioniști;
- 9.748  Serviciul militar voluntar

Pe categorii de forțe armate, personalul este repartizat după cum urmează:
- 61.960 în Forțele Terestre (Heer),
- 26.787 în Forțele Aeriene (Luftwaffe),
- 15.587 în Forțele Navale (Marine),
- 22.596 în Serviciile armatei (Streitkräftebasis),
- 20.008 în Serviciul Sanitar Central (Zentraler Sanitätsdienst),
- 14.076 in Spațiul cibernetic și informațional